# 하이퍼-V
마이크로소프트 하이퍼 V(Hyper-V, 코드이름 Viridian)는 x64 시스템을 위한 하이퍼바이저 기반의 가상화 시스템이다. 윈도우 서버 가상화(Windows Server Virtualization)라는 이름으로도 알려져 있다. 하이퍼 V 베타 버전은 윈도우 서버 2008 x64 에디션에도 추가되어 있으며 마지막 버전은(윈도우 업데이트를 통해 자동으로 업데이트됨) 윈도우 10에 적용되었다.
"마이크로소프트 하이퍼-V 서버 2008"이라 불리는 독립형 하이퍼 V 버전은 하이퍼 V 기능을 완전히 다룰 수 있는 윈도우 서버 2008 "코어"의 변종으로 2008년 10월 1일에 공개되었다. 다른 윈도우 서버 규칙은 비활성화되어 있으며 제한된 윈도우 서비스가 제공된다. 그 뒤 윈도우 서버 2012에서 한 번 더 업데이트되었다.

## 버전
하이퍼-V에는 명확히 구별되는 두 가지 버전이 있다.
- 마이크로소프트 하이퍼-V 서버 2012 (현재 판의 하이퍼 V가 포함되어 있음) 및 마이크로소프트 하이퍼-V 서버 2008 R2 (독립형 제품)
- 윈도우 서버 2012, 마이크로소프트 윈도우 서버 2008 R2, 윈도우 서버 2008의 일부

### 하이퍼-V 서버
하이퍼-V 서버(Hyper-V Server)는 2008년 10월 1일에 공개되었다. 윈도우 서버 2008 "코어"의 변형이며 완전한 하이퍼-V 기능이 포함되어 있다. 다른 윈도우 2008 서버 롤(Role)은 사용하지 못하지만 제한된 윈도우 서비스를 사용할 수 있다. 무료로 나온 64비트 하이퍼-V "코어" 버전은 명령 줄 인터페이스 (CLI)에 제한을 받는데 여기서 호스트나 부모 (하이퍼-V 코어 서버) 운영 체제, 물리 하드웨어 및 소프트웨어를 셸 명령을 사용하여 구성할 수 있다. 새로운 메뉴로 동작하는 CLI 인터페이스는 초기 구성을 상당히 단순화시켰으며 일부 무료로 내려받을 수 있는 스크립트 파일은 이 개념을 확장하고 있다. 호스트 (하이퍼-V 코어 서버 운영 체제)와 게스트 또는 가상 운영체제의 관리와 구성은 일반적으로 확장 관리 콘솔을 내려 받은 뒤 윈도우 비스타 PC나 윈도우 2008 서버(32 / 64비트)에 설치하여 사용할 수 있다. 다른 윈도우 2008 서버의 경우 하이퍼 V "롤"을 설치하여 관리 콘솔을 리다이렉트하여 사용할 수 있다. 윈도우 하이퍼-V 코어 서버의 또다른 관리 및 구성은 원격 윈도우 데스크톱 RDP 세션을 사용(여전히 CLI를 이용)하거나 비스타 PC나 완전한 버전의 윈도우 2008 서버에 있는 컴퓨터 관리, 그룹 정책 (로컬)과 같은 리다이렉트된 표준 관리 콘솔(MMC)를 사용하여 이용할 수 있다. 이로써 가리켜 클릭하는 구성과 하이퍼-V 코어 서버의 감시가 더 용이하게 되었다. 하이퍼-V 코어 서버 릴리즈 2 (R2)는 2009년 9월부터 사용할 수 있으며 이는 윈도우 파워셸 v2 및 업데이트된 윈도우 2008 코드 기반의 주된 기능이다.

## 시스템 요구 사양
1. 윈도우 서버 2008 스탠다드, 윈도우 서버 2008 엔터프라이즈, 윈도우 서버 2008 데이터센터의 x64 버전을 실행하고 있는 x64 기반의 프로세서
2. 하드웨어 보조 가상화. 이 기능은 가상화 옵션을 포함하고 있는 프로세서에서 사용할 수 있다. 이를테면 인텔 VT나 AMD 가상화 (AMD-V)를 말한다.
3. NX 비트 호환 CPU를 사용할 수 있어야 하며 하드웨어 데이터 실행 방지 (DEP)도 켜져 있어야 한다.
4. 최소 2 GB의 메모리. (각 가상 운영 체제는 저만의 메모리를 요구하므로 현실적으로 더 많은 메모리가 필요하다.)
5. 윈도우 2008 스탠다드 (64 비트) 하이퍼 V 코어는 거의 3 GB의 디스크 공간을 요구한다 (설치 용량)
6. 윈도우 2008 스탠다드 (64 비트) 하이퍼 V 완전 GUI 제품은 거의 8 GB의 디스크 공간을 요구한다 (설치 용량)
7. 윈도우 2008 스탠다드 (64 비트) 하이퍼 V 완전 GUI 또는 코어는 최대 31 GB의 메모리를 VM 실행을 위해 지원하며 하이퍼 V 부모 운영 체제에서는 1 GB를 지원한다.[6]
8. 윈도우 2008 스탠다드 (64 비트) 하이퍼 V 완전 GUI 또는 코어는 최대 1, 2, 4개의 코어를 갖춘 최대 4개의 프로세서를 지원한다
9. 윈도우 2008 스탠다드 (64 비트) 하이퍼 V 완전 GUI 또는 코어 최대 128개의 "게스트 운영 체제"를 지원한다[7]
10. 윈도우 2008 스탠다드 (64 비트) 하이퍼 V 완전 GUI 또는 코어는 32비트 (x86) 및 64비트 (x64) 게스트 VM을 지원한다

독립형 하이퍼 V 서버는 윈도우 서버 2008의 기존 설치본을 요구하지 않으며 최소 1Gb의 메모리와 2Gb의 여유 디스크 공간을 요구한다.

## 지원 게스트 운영 체제
지원되는 게스트 운영체제는 다음을 포함한다:
- 윈도우 11
- 윈도우 10
- 윈도우 8.1
- 윈도우 8
- 윈도우 서버 2008 x86/x64
- 윈도우 HPC 서버 2008
- 윈도우 서버 2003
- 윈도우 2000 서버 SP4 및 어드밴스드 서버 SP4[9]
- 윈도우 비스타 SP1 (홈 에디션 제외)
- 윈도우 XP 프로페셔널 SP2/SP3/x64
- 수세 리눅스 엔터프라이즈 서버 10 SP1/SP2

### 리눅스 지원
하이퍼-V는 리눅스 게스트 운영 체제에 대한 기본적인 가상화 지원을 제공한다. 그러나 반가상화 지원은 리눅스 통합 구성 요소와 Satori InputVSC 드라이버를 설치함으로써 사용할 수 있다.
2009년 7월 20일에 마이크로소프트는 리눅스 커널에 들어간 이 세 개의 드라이버들을 GPL로 공개하여 2.6.32 이상의 커널은 자체적으로 하이퍼 V 반가상화 지원을 포함하고 있다.
또한 마이크로소프트에서 Linux Integration Service Version이라는 이름으로 Redhat 계열의 리눅스를 위한 드라이버를 제공하고 있으며 해당 프로그램을 다운로드 하여 설치할 수 있다.

## 구조

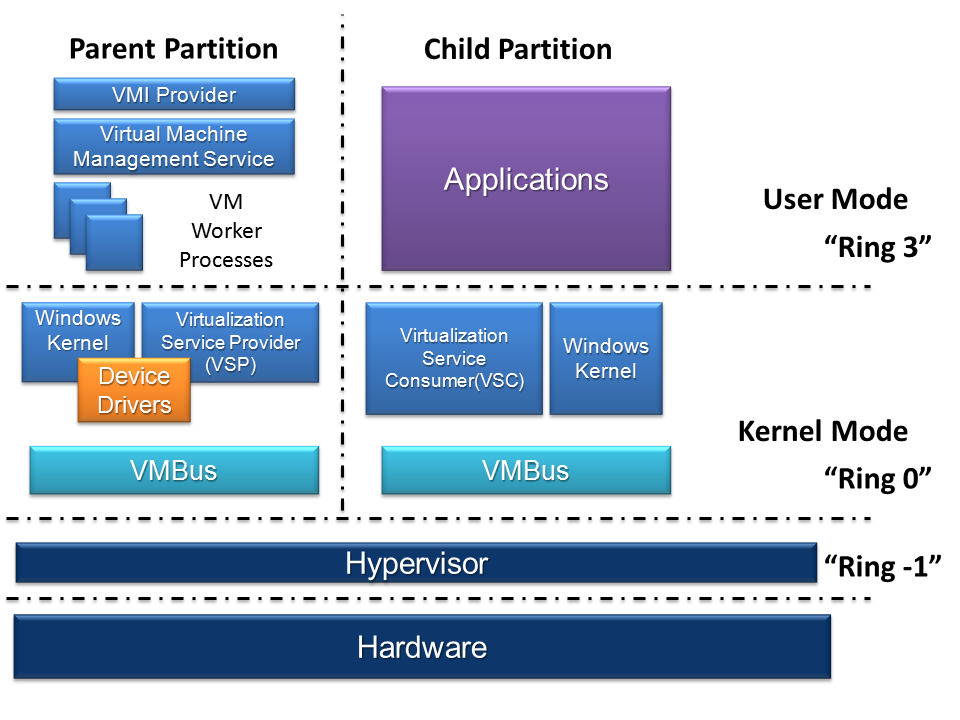
Hyper-V 구조

## 같이 보기
- 윈도우 8의 새로운 기능
- 가상 사설 서버
- 리눅스용 윈도우 하위 시스템

## 서적
- Morimoto, Rand; Jeff Guillet. Windows Server 2008 Hyper-V Unleashed. ISBN 0672330288.